# منتخب كوبا لكرة الطائرة
منتخب كوبا لكرة الطائرة هو ممثل كوبا الرسمي في رياضة كرة الطائرة.